# Коргуев, Павел Алексеевич
Павел Алексеевич Коргуев (ок. 1825 — 1877) — подполковник Корпуса флотских штурманов Русской императорской армии, астроном и педагог.

## Биография
Павел Коргуев родился около 1825 года
По окончании курса в Первом штурманском полуэкипаже в 1844 году и потом в офицерских классах Морского кадетского корпуса, был прикомандирован к Николаевской Пулковской обсерватории и занимался практической астрономией под руководством В. Я. Струве. 
С 1849 по 1867 год был преподавателем математики и физики в Штурманском полуэкипаже; в 1857—1867 гг. был помощником астронома новоучреждённой Кронштадтской морской обсерватории. По поручению морского министерства в течение 1858—1859 годов заведовал производством работ по астрономическому определению пунктов по берегам Ладожского озера, производя в то же время и магнитные наблюдения и за «Отчёт» об этих работах, напечатанный в 1863 году Гидрографическим депо, был удостоен малой золотой медали от Императорского Русского Географического Общества. 
К этому периоду, 1856—1865 гг., относятся и его научные статьи, напечатанные в «Морском Сборнике»: «О действии земного магнетизма на ход хронометров» (1856 г., № 10; «Способы проложения дуги большого круга на меркаторской карте» (1858 г., № 8); вместе с г. Зелёным); «Руководство к учёным изысканиям: Атмосферические волны и барометрические явления», перевод (1858 г., № 5 и 6); «Исправление лунных расстояний» (1859 г., № 1); «О магнитных свойствах железа» (1859 г., № 7); «Вспомогательные таблицы для способа Сомнера» (1860 г. № 9); «Проекция большого круга на меркаторской карте» (1860 г., № 10); «О предохранении медной обшивки подводной части судна и железных плит броненосных судов» (1865 г., № 5), и «Приложения исчисления вероятностей в стрельбе из артиллерийских орудий и оружий», перевод сочинения И. Дидиона (СПб., 1864 г.). 
В 1861 году была основана газета «Кронштадтский вестник», Павел Алексеевич Коргуев был в числе первых его редакторов-издателей. 
В 1864 году вышел в отставку и был сначала мировым судьёй, а потом городским головой в Кронштадте. По его инициативе и при его непосредственном участии основаны: Кредитное общество взаимного страхования, ссудо-сберегательное товарищество, Кронштадтский коммерческий банк, а также Реальное училище, в котором дума учредила стипендию его имени.
Павел Алексеевич Коргуев умер 11 (23) апреля 1877 года.